# Torneo Clausura 2018 Liga de Ascenso
El Torneo Clausura 2018 fue el 46.º torneo de la Liga de Ascenso de México, luego del cambio en el formato de competencia, con el que se finalizó la temporada 2017-2018. Contó con la participación de 16 equipos, y al término de este torneo sí hubo descenso a la Segunda División. El campeón del Torneo Apertura 2017: Oaxaca, se enfrentó al campeón del Torneo Clausura 2018: Cafetaleros de Tapachula, en la final por el ascenso, para definir quien de los dos se haría acreedor al premio económico del campeón de la temporada, puesto que ninguno de los dos clubes contaba con la certificación que le permitía el ascenso a la Liga Bancomer MX.

## Fase final
Los ocho clubes calificados para esta fase del torneo serán reubicados de acuerdo con el lugar que ocupen en la tabla General al término de la Jornada 15, con el puesto del número uno al club mejor clasificado, y así hasta el número 8. Los partidos a esta fase se desarrollarán a visita, en las siguientes etapas:
- Cuartos de final
- Semifinales
- Final

Los clubes vencedores en los partidos de cuartos de final y semifinal serán aquellos que en los dos juegos anoten el mayor número de goles. De existir empate en el número de goles anotados, la posición se definirá a favor del club con mayor cantidad de goles a favor cuando actúe como visitante.
Si una vez aplicado el criterio anterior los clubes siguieran empatados, se observará la posición de los clubes en la tabla general de clasificación.
Los partidos correspondientes a la fase final se jugarán obligatoriamente los días miércoles y sábado, y jueves y domingo eligiendo, en su caso, exclusivamente en forma descendente, los cuatro clubes mejor clasificados en la tabla general al término de la Jornada 15, el día y horario de su partido como local. Los siguientes cuatro clubes podrán elegir únicamente el horario.
El club vencedor de la final y por lo tanto Campeón, será aquel que en los dos partidos anote el mayor número de goles. Si al término del tiempo reglamentario el partido está empatado, se agregarán dos tiempos extras de 15 minutos cada uno. De persistir el empate en estos periodos, se procederá a lanzar tiros penales hasta que resulte un vencedor.
El líder del torneo clasificará directamente a las semifinales. Los partidos de cuartos de final se jugarán de la siguiente manera:
En las semifinales participarán los cuatro clubes vencedores de cuartos de final, reubicándolos del uno al cuatro, de acuerdo a su mejor posición en la tabla General de clasificación al término de la Jornada 15 del torneo correspondiente, enfrentándose:
Disputarán el título de Campeón del Torneo de Clausura, los dos clubes vencedores de la fase semifinal correspondiente, reubicándolos del uno al dos, de acuerdo a su mejor posición en la tabla general de clasificación al término de la Jornada 15 de cada Torneo.

## Información de los equipos
| Equipo           | Entrenador           | Ciudad                           | Estadio                      | Capacidad | Fundación       | Patrocinador           | Kit          | Televisora                                                    |
| ---------------- | -------------------- | -------------------------------- | ---------------------------- | --------- | --------------- | ---------------------- | ------------ | ------------------------------------------------------------- |
| Atlante          | Sergio Bueno         | Cancún, Quintana Roo             | Olímpico Andrés Quintana Roo | 17 289    | 1918 (106 años) | Riviera Maya           | Kappa        | Archivo:Univision - Televisa Deportes Network logo - 2012.png |
| Celaya           | Ricardo Valiño       | Celaya, Guanajuato               | Miguel Alemán Valdés         | 23 369    | 1954 (71 años)  | Bachoco                | Keuka        |                                                               |
| Cimarrones       | Mario García         | Hermosillo, Sonora               | Héroe de Nacozari            | 18 747    | 2013 (12 años)  | Acer y Súper Del Norte | Romed        |                                                               |
| Correcaminos UAT | Ricardo Rayas        | Ciudad Victoria, Tamaulipas      | Marte R. Gómez               | 11 087    | 1980 (45 años)  | Aeromar                | Pirma        |                                                               |
| Dorados          | Francisco Ramírez    | Culiacán, Sinaloa                | Banorte                      | 23 000    | 2003 (22 años)  | Coppel y SuKarne       | Charly       |                                                               |
| Juárez           | Tomás Campos         | Juárez, Chihuahua                | Olímpico Benito Juárez       | 23 500    | 2015 (10 años)  | S-Mart                 | Carrara      |                                                               |
| Leones Negros    | Jorge Dávalos        | Guadalajara, Jalisco             | Jalisco                      | 53 985    | 1970 (55 años)  | Electrolit             | Charly       | Canal 44                                                      |
| Murciélagos      | Lorenzo López Balboa | Los Mochis, Sinaloa              | Centenario                   | 15 000    | 2008 (17 años)  | Meprosa                | Keuka        | Archivo:Univision - Televisa Deportes Network logo - 2012.png |
| Oaxaca           | Irving Rubirosa      | Oaxaca, Oaxaca                   | Tecnológico de Oaxaca        | 17 200    | 2012 (12 años)  | Ópticas América        | Keuka        | Archivo:Univision - Televisa Deportes Network logo - 2012.png |
| Potros UAEM      | Héctor Hugo Eugui    | Toluca, Estado de México         | Alberto "Chivo" Córdoba      | 32 800    | 1970 (55 años)  |                        | Kappa        |                                                               |
| San Luis         | Alfonso Sosa         | San Luis Potosí, San Luis Potosí | Alfonso Lastras              | 30 000    | 2013 (12 años)  | Canel's                | Nike         |                                                               |
| Tampico Madero   | Eduardo Fentanes     | Tampico Madero, Tamaulipas       | Tamaulipas                   | 19 000    | 1982 (42 años)  | B Hermanos             | Charly       |                                                               |
| Tapachula        | Gabriel Caballero    | Tapachula, Chiapas               | Olímpico de Tapachula        | 21 018    | 2015 (10 años)  | Chiapas                | Silver Sport |                                                               |
| Venados          | Bruno Marioni        | Mérida, Yucatán                  | Carlos Iturralde             | 15 000    | 1988 (37 años)  | Tony Roma's            | U-Sports     |                                                               |
| Zacatecas        | Andrés Carevic       | Zacatecas, Zacatecas             | Carlos Vega Villalba         | 14 000    | 2014 (11 años)  | Telcel y Red Gasislo   | Pirma        |                                                               |
| Zacatepec        | Marcelo Michel Leaño | Zacatepec, Morelos               | Agustín "Coruco" Díaz        | 24 443    | 1948 (77 años)  | Ultromep               | YIRE         |                                                               |

Datos actualizados al 19 de febrero de 2018.

### Cambios de entrenadores
| Equipo                    | Entrenador (jornadas)                                                       |
| ------------------------- | --------------------------------------------------------------------------- |
| Murciélagos               | Oscar Gil (1 - 6) Alejandro Mercado Aguilar (7) Lorenzo López Balboa (8 - ) |
| Club Atlético de San Luis | Francisco Molina (1 - 9) Alfonso Sosa (10 - )                               |
| Juárez                    | Miguel de Jesús Fuentes (1 - 13) Tomás Campos (14 - )                       |

### Equipos por Entidad Federativa
Para la temporada 2017-18 se contará con 16 equipos. 
| Atlante San Luis Murciélagos Correcaminos Juárez Celaya Venados Tapachula Oaxaca Zacatepec Zacatecas Leones Potros UAEM Tampico Madero Dorados Cimarrones |

| Estado           | N.º | Equipos                           |
| ---------------- | --- | --------------------------------- |
| Sinaloa          | 2   | Dorados y Murciélagos             |
| Tamaulipas       | 2   | Correcaminos UAT y Tampico Madero |
| Chiapas          | 1   | Tapachula                         |
| Jalisco          | 1   | Leones Negros U de G              |
| Estado de México | 1   | Potros UAEM                       |
| San Luis Potosí  | 1   | San Luis                          |
| Sonora           | 1   | Cimarrones                        |
| Chihuahua        | 1   | FC Juárez                         |
| Oaxaca           | 1   | Oaxaca                            |
| Guanajuato       | 1   | Celaya                            |
| Morelos          | 1   | Zacatepec                         |
| Yucatán          | 1   | Venados                           |
| Quintana Roo     | 1   | Atlante                           |
| Zacatecas        | 1   | Mineros                           |

### Estadios
|                                                                                             |                                                                                                  | |
|                                                                                             |                                                                                                  | |
| Estadio Jalisco Ciudad: Guadalajara Capacidad: 54.500 Club: Universidad de Guadalajara      | Estadio Universitario Alberto "Chivo" Córdova Ciudad: Toluca Capacidad: 35.000 Club: Potros UAEM | Estadio Alfonso Lastras Ramírez Ciudad: San Luis Potosí Capacidad: 25.709 Club: Atlético de San Luis |
|                                                                                             |                                                                                                  | |
| Estadio Miguel Alemán Valdés Ciudad: Celaya Capacidad: 23.369 Club: Celaya                  | Estadio Agustín Coruco Díaz Ciudad: Zacatepec Capacidad: 22.996 Club: Zacatepec                  | Estadio Tamaulipas Ciudad: Tampico, Ciudad Madero Capacidad: 22.500 Club: Tampico Madero             |
|                                                                                             |                                                                                                  | |
| Estadio Olímpico Benito Juárez Ciudad: Ciudad Juárez Capacidad: 19.765 Club: FC Juárez      | Estadio Héroe de Nacozari Ciudad: Hermosillo Capacidad: 18.747 Club: Cimarrones de Sonora        | Estadio Banorte Ciudad: Culiacán Capacidad: 21.000 Club: Dorados de Sinaloa                          |
|                                                                                             |                                                                                                  | |
| Estadio Olímpico Andrés Quintana Roo Ciudad: Cancún Capacidad: 17.289 Club: Atlante         | Estadio Carlos Iturralde Rivero Ciudad: Mérida Capacidad: 15.087 Club: Venados                   | Estadio Tecnológico de Oaxaca Ciudad: Oaxaca Capacidad:15.000 Club: Alebrijes de Oaxaca              |
|                                                                                             |                                                                                                  | |
| Estadio Carlos Vega Villalba Ciudad: Zacatecas Capacidad: 13.820 Club: Mineros de Zacatecas | Estadio Olímpico de Tapachula Ciudad: Tapachula Capacidad: 21.100 Club: Cafetaleros de Tapachula | Estadio Marte R. Gómez Ciudad: Ciudad Victoria Capacidad: 10.476 Club: Correcaminos UAT              |
|                                                                                             |                                                                                                  | |
| Estadio Centenario Ciudad: Los Mochis Capacidad: 20.000 Club: Murciélagos FC                |                                                                                                  | |

## Torneo Regular
- El Calendario completo según la página oficial Archivado el 6 de diciembre de 2015 en Wayback Machine..
- Los horarios son correspondientes al Tiempo del Centro de México (UTC-6 y UTC-5 en horario de verano).[2]

| Potros UAEM  | 0 - 1 | Dorados        | Alberto "Chivo" Córdoba | 5 de enero | 19:00 | 2 010  |                                                               | 5 | 0 |
| Zacatecas    | 2 - 0 | Venados        | Francisco Villa         | 5 de enero | 19:00 | 2 724  |                                                               | 5 | 0 |
| Correcaminos | 1 - 1 | Leones Negros  | Marte R. Gómez          | 5 de enero | 20:00 | 3 603  |                                                               | 3 | 0 |
| San Luis     | 0 - 2 | Oaxaca         | Alfonso Lastras Ramírez | 5 de enero | 20:00 | 14 447 | 2                                                             | 0 |   |
| Murciélagos  | 1 - 3 | Cimarrones     | Centenario LM           | 5 de enero | 22:00 | 2 050  | Archivo:Univision - Televisa Deportes Network logo - 2012.png | 7 | 0 |
| Zacatepec    | 0 - 0 | Tampico Madero | Agustín Coruco Díaz     | 6 de enero | 17:00 | 2 843  |                                                               | 0 | 0 |
| Celaya       | 0 - 2 | Juárez         | Miguel Alemán Valdés    | 6 de enero | 19:00 | 4 763  | 0                                                             | 1 |   |
| Tapachula    | 1 - 2 | Atlante        | Olímpico de Tapachula   | 6 de enero | 19:00 | 18 988 |                                                               | 3 | 0 |

| Atlante        | 1 - 1 | Zacatepec    | Andrés Quintana Roo     | 12 de enero | 20:00 | 3 453  | Archivo:Univision - Televisa Deportes Network logo - 2012.png | 5 | 1 |
| Venados        | 3 - 1 | Murciélagos  | Carlos Iturralde Rivero | 12 de enero | 20:30 | 4 104  |                                                               | 2 | 0 |
| Cimarrones     | 2 - 3 | Tapachula    | Héroe de Nacozari       | 12 de enero | 21:36 | 7 384  |                                                               | 2 | 0 |
| Juárez         | 2 - 1 | San Luis     | Olímpico Benito Juárez  | 13 de enero | 18:00 | 6 165  |                                                               | 3 | 0 |
| Oaxaca         | 3 - 0 | Correcaminos | Tecnológico             | 13 de enero | 19:00 | 11 270 | Archivo:Univision - Televisa Deportes Network logo - 2012.png | 2 | 0 |
| Tampico Madero | 1 - 1 | Celaya       | Tamaulipas              | 13 de enero | 20:00 | 8 878  |                                                               | 3 | 0 |
| Dorados        | 1 - 1 | Zacatecas    | Banorte                 | 13 de enero | 21:00 | 5 823  |                                                               | 4 | 0 |
| Leones Negros  | 0 - 0 | Potros UAEM  | Jalisco                 | 14 de enero | 12:00 | 6 048  | Canal 44                                                      | 7 | 0 |

| Potros UAEM  | 3 - 3 | Oaxaca         | Alberto "Chivo" Córdoba | 19 de enero | 19:00 | 1 998  |  |  |  |
| Zacatecas    | 2 - 1 | Leones Negros  | Carlos Vega Villalba    | 19 de enero | 19:00 | 4 671  |  |  |  |
| San Luis     | 0 - 0 | Tampico Madero | Alfonso Lastras Ramírez | 19 de enero | 20:00 | 12 459 |  |  |  |
| Correcaminos | 0 - 0 | Juárez         | Marte R. Gómez          | 19 de enero | 20:00 | 3 103  |  |  |  |
| Zacatepec    | 1 - 0 | Cimarrones     | Agustín Coruco Díaz     | 20 de enero | 17:00 | 2 432  |  |  |  |
| Celaya       | 2 - 1 | Atlante        | Miguel Alemán Valdés    | 20 de enero | 19:00 | 4 620  |  |  |  |
| Tapachula    | 0 - 0 | Murciélagos    | Olímpico de Tapachula   | 20 de enero | 19:00 | 18 173 |  |  |  |
| Dorados      | 0 - 1 | Venados        | Banorte                 | 20 de enero | 21:00 | 5 623  |  |  |  |

| Atlante        | 3 - 1 | San Luis     | Andrés Quintana Roo     | 26 de enero | 19:00 | 4 302  | Archivo:Univision - Televisa Deportes Network logo - 2012.png | 5 | 0 |
| Venados        | 2 - 2 | Tapachula    | Carlos Iturralde Rivero | 26 de enero | 20:30 | 4 085  |                                                               | 1 | 0 |
| Cimarrones     | 1 - 0 | Celaya       | Héroe de Nacozari       | 26 de enero | 21:36 | 6 325  |                                                               | 6 | 0 |
| Murciélagos    | 1 - 0 | Zacatepec    | Centenario LM           | 26 de enero | 22:00 | 2 345  | Archivo:Univision - Televisa Deportes Network logo - 2012.png | 3 | 2 |
| Juárez         | 0 - 0 | Potros UAEM  | Olímpico Benito Juárez  | 27 de enero | 18:00 | 6 117  |                                                               | 6 | 0 |
| Oaxaca         | 4 - 1 | Zacatecas    | Tecnológico             | 27 de enero | 19:00 | 7 227  | Archivo:Univision - Televisa Deportes Network logo - 2012.png | 4 | 0 |
| Tampico Madero | 2 - 1 | Correcaminos | Tamaulipas              | 27 de enero | 20:00 | 16 789 |                                                               | 5 | 0 |
| Leones Negros  | 0 - 2 | Dorados      | Jalisco                 | 28 de enero | 12:00 | 5 104  | Canal 44                                                      | 2 | 0 |

| Potros UAEM   | 0 - 0 | Tampico Madero | Alberto "Chivo" Córdoba | 30 de enero | 19:00 | 2 008 |          | 1 | 0 |
| Zacatepec     | 2 - 2 | Tapachula      | Agustín Coruco Díaz     | 30 de enero | 19:00 | 2 012 |          | 4 | 0 |
| Celaya        | 2 - 1 | Murciélagos    | Miguel Alemán Valdés    | 30 de enero | 19:00 | 1 313 | 5        | 1 |   |
| San Luis      | 1 - 3 | Cimarrones     | Alfonso Lastras Ramírez | 30 de enero | 20:00 | 4 559 | 4        | 1 |   |
| Correcaminos  | 0 - 0 | Atlante        | Marte R. Gómez          | 30 de enero | 20:30 | 3 607 | 2        | 0 |   |
| Leones Negros | 2 - 1 | Venados        | Jalisco                 | 30 de enero | 20:30 | 1 724 | Canal 44 | 6 | 1 |
| Zacatecas     | 4 - 2 | Juárez         | Carlos Vega Villalba    | 31 de enero | 16:00 | 2 223 |          | 2 | 0 |
| Dorados       | 1 - 2 | Oaxaca         | Banorte                 | 31 de enero | 21:00 | 4 873 |          | 6 | 0 |

| Atlante        | 1 - 0 | Potros UAEM   | Andrés Quintana Roo     | 2 de febrero | 19:00 | 4 172  | Archivo:Univision - Televisa Deportes Network logo - 2012.png | 4 | 0 |
| Venados        | 2 - 0 | Zacatepec     | Carlos Iturralde Rivero | 2 de febrero | 20:30 | 4 022  |                                                               | 4 | 0 |
| Cimarrones     | 0 - 1 | Correcaminos  | Héroe de Nacozari       | 2 de febrero | 21:36 | 5 155  |                                                               | 2 | 0 |
| Murciélagos    | 0 - 1 | San Luis      | Centenario LM           | 2 de febrero | 22:00 | 2 435  | Archivo:Univision - Televisa Deportes Network logo - 2012.png | 9 | 3 |
| Juárez         | 1 - 1 | Dorados       | Olímpico Benito Juárez  | 3 de febrero | 18:00 | 6 410  |                                                               | 2 | 0 |
| Tapachula      | 3 - 2 | Celaya        | Olímpico de Tapachula   | 3 de febrero | 19:00 | 16 743 |                                                               | 3 | 3 |
| Oaxaca         | 1 - 2 | Leones Negros | Tecnológico             | 3 de febrero | 19:00 | 6 214  | Archivo:Univision - Televisa Deportes Network logo - 2012.png | 5 | 0 |
| Tampico Madero | 0 - 2 | Zacatecas     | Tamaulipas              | 3 de febrero | 20:00 | 8 484  |                                                               | 2 | 0 |

| Zacatecas     | 0 - 0 | Atlante        | Carlos Vega Villalba    | 9 de febrero  | 16:00 | 2 783 |                                                               | 3 | 1 |
| Potros UAEM   | 1 - 0 | Cimarrones     | Alberto "Chivo" Córdoba | 9 de febrero  | 19:00 | 1 057 |                                                               | 5 | 0 |
| San Luis      | 1 - 3 | Tapachula      | Alfonso Lastras Ramírez | 9 de febrero  | 20:00 | 5 823 |                                                               | 3 | 1 |
| Correcaminos  | 2 - 1 | Murciélagos    | Marte R. Gómez          | 9 de febrero  | 20:00 | 3 413 | 1                                                             | 0 |   |
| Oaxaca        | 1 - 0 | Venados        | Tecnológico             | 10 de febrero | 19:00 | 3 827 | Archivo:Univision - Televisa Deportes Network logo - 2012.png | 4 | 3 |
| Celaya        | 0 - 1 | Zacatepec      | Miguel Alemán Valdés    | 10 de febrero | 19:00 | 2 570 |                                                               | 4 | 0 |
| Dorados       | 1 - 0 | Tampico Madero | Banorte                 | 10 de febrero | 21:00 | 4 703 |                                                               | 7 | 1 |
| Leones Negros | 2 - 1 | Juárez         | Jalisco                 | 11 de febrero | 12:00 | 5 021 | Canal 44                                                      | 5 | 0 |

| Venados        | 0 - 0 | Celaya        | Carlos Iturralde Rivero | 13 de febrero | 20:00 | 3 217  |                                                               | 0 | 1 |
| Murciélagos    | 2 - 1 | Potros UAEM   | Centenario LM           | 13 de febrero | 20:00 | 1 520  | Archivo:Univision - Televisa Deportes Network logo - 2012.png | 5 | 0 |
| Tapachula      | 1 - 1 | Correcaminos  | Olímpico de Tapachula   | 13 de febrero | 20:30 | 18 214 |                                                               | 6 | 0 |
| Cimarrones     | 0 - 1 | Zacatecas     | Héroe de Nacozari       | 13 de febrero | 21:36 | 4 175  | 5                                                             | 0 |   |
| Atlante        | 0 - 2 | Dorados       | Andrés Quintana Roo     | 14 de febrero | 19:00 | 3 158  | Archivo:Univision - Televisa Deportes Network logo - 2012.png | 2 | 0 |
| Tampico Madero | 4 - 2 | Leones Negros | Tamaulipas              | 14 de febrero | 20:00 | 4 442  |                                                               | 3 | 0 |
| Juárez         | 0 - 0 | Oaxaca        | Olímpico Benito Juárez  | 14 de febrero | 20:00 | 3 831  |                                                               | 4 | 1 |
| Zacatepec      | 0 - 2 | San Luis      | Agustín Coruco Díaz     | 20 de febrero | 19:00 | 4 877  |                                                               | 2 | 0 |

| Potros UAEM   | 2 - 1 | Tapachula      | Alberto "Chivo" Córdoba | 16 de febrero | 19:00 | 1 118 |                                                               | 0 | 0 |
| Correcaminos  | 1 - 2 | Zacatepec      | Marte R. Gómez          | 16 de febrero | 20:00 | 3 509 |                                                               | 2 | 0 |
| San Luis      | 0 - 1 | Celaya         | Alfonso Lastras Ramírez | 16 de febrero | 20:00 | 8 630 | 10                                                            | 1 |   |
| Zacatecas     | 2 - 2 | Murciélagos    | Carlos Vega Villalba    | 17 de febrero | 16:00 | 3 325 |                                                               | 5 | 2 |
| Juárez        | 1 - 1 | Venados        | Olímpico Benito Juárez  | 17 de febrero | 18:00 | 4 648 |                                                               | 6 | 1 |
| Oaxaca        | 0 - 2 | Tampico Madero | Tecnológico             | 17 de febrero | 19:00 | 4 377 | Archivo:Univision - Televisa Deportes Network logo - 2012.png | 1 | 0 |
| Dorados       | 1 - 0 | Cimarrones     | Banorte                 | 17 de febrero | 21:00 | 5 223 |                                                               | 3 | 1 |
| Leones Negros | 3 - 0 | Atlante        | Jalisco                 | 18 de febrero | 12:00 | 7 719 | Canal 44                                                      | 4 | 0 |

| Atlante        | 0 - 0 | Oaxaca        | Andrés Quintana Roo     | 23 de febrero | 19:00 | 4 403  | Archivo:Univision - Televisa Deportes Network logo - 2012.png | 4 | 0 |
| Venados        | 1 - 2 | San Luis      | Carlos Iturralde Rivero | 23 de febrero | 20:30 | 4 587  |                                                               | 2 | 0 |
| Cimarrones     | 2 - 2 | Leones Negros | Héroe de Nacozari       | 23 de febrero | 21:36 | 6 326  |                                                               | 6 | 1 |
| Murciélagos    | 0 - 2 | Dorados       | Centenario LM           | 23 de febrero | 22:00 | 3 987  | Archivo:Univision - Televisa Deportes Network logo - 2012.png | 5 | 0 |
| Zacatepec      | 3 - 2 | Potros UAEM   | Agustín Coruco Díaz     | 24 de febrero | 17:00 | 2 297  |                                                               | 1 | 0 |
| Tapachula      | 1 - 2 | Zacatecas     | Olímpico de Tapachula   | 24 de febrero | 19:00 | 17 785 |                                                               | 4 | 0 |
| Celaya         | 3 - 1 | Correcaminos  | Miguel Alemán Valdés    | 24 de febrero | 19:00 | 3 929  |                                                               | 5 | 0 |
| Tampico Madero | 0 - 2 | Juárez        | Tamaulipas              | 24 de febrero | 20:00 | 7 621  |                                                               | 6 | 2 |

| Potros UAEM    | 1 - 1 | Celaya      | Alberto "Chivo" Córdoba | 2 de marzo | 19:00 | 3 624 |                                                               | 4 | 0 |
| Correcaminos   | 2 - 2 | San Luis    | Marte R. Gómez          | 2 de marzo | 20:00 | 3 402 |                                                               | 2 | 0 |
| Zacatecas      | 4 - 1 | Zacatepec   | Carlos Vega Villalba    | 3 de marzo | 16:00 | 3 887 |                                                               | 4 | 3 |
| Juárez         | 0 - 3 | Atlante     | Olímpico Benito Juárez  | 3 de marzo | 18:00 | 4 027 |                                                               | 6 | 0 |
| Oaxaca         | 5 - 2 | Cimarrones  | Tecnológico             | 3 de marzo | 19:00 | 6 505 | Archivo:Univision - Televisa Deportes Network logo - 2012.png | 6 | 2 |
| Tampico Madero | 3 - 0 | Venados     | Tamaulipas              | 3 de marzo | 20:00 | 5 377 |                                                               | 5 | 1 |
| Dorados        | 3 - 2 | Tapachula   | Banorte                 | 3 de marzo | 21:00 | 4 983 |                                                               | 7 | 0 |
| Leones Negros  | 1 - 0 | Murciélagos | Jalisco                 | 4 de marzo | 12:00 | 8 652 | Canal 44                                                      | 1 | 0 |

| Atlante     | 1 - 0                                                      | Tampico Madero | Andrés Quintana Roo     | 9 de marzo  | 19:00 | 1 467  | Archivo:Univision - Televisa Deportes Network logo - 2012.png | 2 | 0 |
| San Luis    | 2 - 1                                                      | Potros UAEM    | Alfonso Lastras Ramírez | 9 de marzo  | 20:00 | 15 103 |                                                               | 4 | 1 |
| Tapachula   | 2 - 0 Archivado el 11 de marzo de 2018 en Wayback Machine. | Leones Negros  | Olímpico de Tapachula   | 9 de marzo  | 20:30 | 18 398 |                                                               | 4 | 0 |
| Venados     | 1 - 3                                                      | Correcaminos   | Carlos Iturralde Rivero | 9 de marzo  | 20:30 | 3 945  |                                                               | 6 | 1 |
| Cimarrones  | 1 - 1                                                      | Juárez         | Héroe de Nacozari       | 9 de marzo  | 21:36 | 6 578  |                                                               | 3 | 0 |
| Murciélagos | 1 - 1                                                      | Oaxaca         | Centenario LM           | 9 de marzo  | 22:00 | 2 107  | Archivo:Univision - Televisa Deportes Network logo - 2012.png | 7 | 3 |
| Zacatepec   | 1 - 0                                                      | Dorados        | Agustín Coruco Díaz     | 10 de marzo | 17:00 | 4 183  |                                                               | 3 | 1 |
| Celaya      | 2 - 0                                                      | Zacatecas      | Miguel Alemán Valdés    | 10 de marzo | 19:00 | 3 835  | 6                                                             | 1 |   |

| Potros UAEM    | 0 - 1 | Correcaminos | Alberto "Chivo" Córdoba | 16 de marzo | 19:00 | 3 826 |                                                               | 0 | 0 |
| Atlante        | 0 - 0 | Venados      | Andrés Quintana Roo     | 16 de marzo | 19:00 | 3 950 | Archivo:Univision - Televisa Deportes Network logo - 2012.png | 4 | 0 |
| Zacatecas      | 1 - 2 | San Luis     | Carlos Vega Villalba    | 17 de marzo | 16:00 | 7 174 |                                                               | 4 | 0 |
| Juárez         | 0 - 1 | Murciélagos  | Olímpico Benito Juárez  | 17 de marzo | 19:00 | 7 308 |                                                               | 8 | 0 |
| Oaxaca         | 1 - 2 | Tapachula    | Tecnológico             | 17 de marzo | 19:00 | 4 727 | Archivo:Univision - Televisa Deportes Network logo - 2012.png | 3 | 2 |
| Tampico Madero | 1 - 0 | Cimarrones   | Tamaulipas              | 17 de marzo | 20:00 | 5 749 |                                                               | 5 | 1 |
| Dorados        | 1 - 2 | Celaya       | Banorte                 | 17 de marzo | 21:00 | 5 223 |                                                               | 5 | 1 |
| Leones Negros  | 2 - 1 | Zacatepec    | Jalisco                 | 18 de marzo | 12:00 | 7 414 | Canal 44                                                      | 8 | 3 |

| Potros UAEM  | 0 - 1 | Venados        | Alberto "Chivo" Córdoba | 23 de marzo | 19:00 | 1 589  |                                                               | 2 | 0 |
| Correcaminos | 1 - 1 | Zacatecas      | Marte R. Gómez          | 23 de marzo | 20:00 | 4 511  |                                                               | 5 | 0 |
| San Luis     | 3 - 1 | Dorados        | Alfonso Lastras Ramírez | 23 de marzo | 20:00 | 13 309 | 6                                                             | 0 |   |
| Tapachula    | 1 - 0 | Juárez         | Olímpico de Tapachula   | 23 de marzo | 20:30 | 15 577 |                                                               | 7 | 2 |
| Cimarrones   | 2 - 1 | Atlante        | Héroe de Nacozari       | 23 de marzo | 21:36 | 5 112  |                                                               | 7 | 3 |
| Murciélagos  | 1 - 0 | Tampico Madero | Centenario LM           | 23 de marzo | 22:00 | 3 127  | Archivo:Univision - Televisa Deportes Network logo - 2012.png | 7 | 1 |
| Zacatepec    | 3 - 2 | Oaxaca         | Agustín Coruco Díaz     | 24 de marzo | 17:00 | 3 358  |                                                               | 5 | 0 |
| Celaya       | 1 - 1 | Leones Negros  | Miguel Alemán Valdés    | 24 de marzo | 19:00 | 5 276  | 4                                                             | 1 |   |

| Zacatecas      | 1 - 0 | Potros UAEM  | Carlos Vega Villalba    | 30 de marzo | 16:00 | 3 815  |                                                               | 0 | 0 |
| Atlante        | 3 - 0 | Murciélagos  | Andrés Quintana Roo     | 30 de marzo | 19:00 | 4 793  |                                                               | 3 | 0 |
| Venados        | 2 - 0 | Cimarrones   | Carlos Iturralde Rivero | 30 de marzo | 20:30 | 3 187  |                                                               | 4 | 0 |
| Juárez         | 0 - 1 | Zacatepec    | Olímpico Benito Juárez  | 31 de marzo | 17:00 | 3 872  |                                                               | 8 | 0 |
| Oaxaca         | 0 - 0 | Celaya       | Tecnológico             | 31 de marzo | 19:00 | 4 927  | Archivo:Univision - Televisa Deportes Network logo - 2012.png | 1 | 0 |
| Tampico Madero | 1 - 0 | Tapachula    | Tamaulipas              | 31 de marzo | 20:00 | 6 407  |                                                               | 5 | 0 |
| Dorados        | 3 - 0 | Correcaminos | Banorte                 | 31 de marzo | 21:00 | 4 093  |                                                               | 4 | 0 |
| Leones Negros  | 2 - 0 | San Luis     | Jalisco                 | 1 de abril  | 12:00 | 11 103 | Canal 44                                                      | 5 | 0 |

## Tabla general
| Pos. | Equipo                       | Pts. | PJ | G | E | P | GF | GC | Dif. | Clasificación                   |
| ---- | ---------------------------- | ---- | -- | - | - | - | -- | -- | ---- | ------------------------------- |
| 1    | Mineros de Zacatecas         | 28   | 15 | 8 | 4 | 3 | 24 | 17 | +7   | Cuartos de final de la liguilla |
| 2    | Dorados*                     | 26   | 15 | 8 | 2 | 5 | 20 | 13 | +7   | Cuartos de final de la liguilla |
| 3    | Leones Negros*               | 25   | 15 | 7 | 4 | 4 | 21 | 18 | +3   | Cuartos de final de la liguilla |
| 4    | Zacatepec                    | 24   | 15 | 7 | 3 | 5 | 17 | 19 | −2   | Cuartos de final de la liguilla |
| 5    | Oaxaca                       | 23   | 15 | 6 | 5 | 4 | 25 | 17 | +8   | Cuartos de final de la liguilla |
| 6    | Atlante*                     | 23   | 15 | 6 | 5 | 4 | 16 | 12 | +4   | Cuartos de final de la liguilla |
| 7    | Celaya*                      | 23   | 15 | 6 | 5 | 4 | 17 | 14 | +3   | Cuartos de final de la liguilla |
| 8    | Cafetaleros de Tapachula (C) | 22   | 15 | 6 | 4 | 5 | 24 | 21 | +3   | Cuartos de final de la liguilla |
| 9    | Tampico Madero               | 22   | 15 | 6 | 4 | 5 | 14 | 11 | +3   |                                 |
| 10   | Atlético de San Luis*        | 20   | 15 | 6 | 2 | 7 | 18 | 22 | −4   |                                 |
| 11   | Venados                      | 19   | 15 | 5 | 4 | 6 | 15 | 17 | −2   |                                 |
| 12   | Correcaminos UAT             | 18   | 15 | 4 | 6 | 5 | 15 | 20 | −5   |                                 |
| 13   | Juárez*                      | 15   | 15 | 3 | 6 | 6 | 12 | 16 | −4   |                                 |
| 14   | Murciélagos                  | 15   | 15 | 4 | 3 | 8 | 12 | 21 | −9   | Descenso de categoría           |
| 15   | Cimarrones                   | 14   | 15 | 4 | 2 | 9 | 16 | 22 | −6   |                                 |
| 16   | Potros UAEM                  | 11   | 15 | 2 | 5 | 8 | 11 | 17 | −6   |                                 |

 Fuente: [cita requerida]
- (*) Equipos certificados para ascender.

### Evolución de la clasificación
| Equipo / Jornada | 01 | 02 | 03 | 04 | 05 | 06 | 07 | 08 | 09 | 10 | 11 | 12 | 13 | 14 | 15 |
| ---------------- | -- | -- | -- | -- | -- | -- | -- | -- | -- | -- | -- | -- | -- | -- | -- |
| Zacatecas        | 4  | 3  | 2  | 6  | 2  | 2  | 2  | 2  | 1  | 1  | 1  | 1  | 1  | 1  | 1  |
| Dorados          | 6  | 5  | 8  | 4  | 6  | 8  | 5  | 3  | 3  | 2  | 2  | 2  | 2  | 2  | 2  |
| Leones Negros    | 7  | 10 | 13 | 14 | 12 | 9  | 6  | 7  | 4  | 4  | 4  | 6  | 5  | 6  | 3  |
| Zacatepec        | 10 | 9  | 5  | 10 | 11 | 12 | 10 | 12 | 9  | 5  | 8  | 7  | 9  | 7  | 4  |
| Oaxaca           | 2  | 1  | 1  | 1  | 1  | 1  | 1  | 1  | 2  | 3  | 3  | 3  | 3  | 3  | 5  |
| Atlante          | 5  | 4  | 6  | 3  | 4  | 3  | 4  | 5  | 8  | 10 | 6  | 4  | 6  | 8  | 6  |
| Celaya           | 15 | 13 | 9  | 11 | 9  | 11 | 14 | 13 | 11 | 7  | 7  | 5  | 4  | 5  | 7  |
| Tapachula        | 11 | 7  | 7  | 9  | 10 | 6  | 3  | 4  | 5  | 8  | 10 | 8  | 7  | 4  | 8  |
| Tampico Madero   | 9  | 11 | 11 | 8  | 7  | 10 | 13 | 9  | 6  | 9  | 5  | 9  | 8  | 10 | 9  |
| San Luis         | 16 | 15 | 15 | 16 | 16 | 16 | 16 | 16 | 16 | 15 | 14 | 12 | 11 | 9  | 10 |
| Venados          | 14 | 8  | 4  | 5  | 8  | 4  | 7  | 6  | 7  | 11 | 11 | 13 | 13 | 12 | 11 |
| Correcaminos UAT | 8  | 14 | 14 | 15 | 15 | 13 | 11 | 10 | 13 | 14 | 13 | 11 | 10 | 11 | 12 |
| Juárez           | 3  | 2  | 3  | 2  | 5  | 7  | 9  | 8  | 10 | 6  | 9  | 10 | 12 | 13 | 13 |
| Murciélagos      | 13 | 16 | 16 | 12 | 14 | 15 | 15 | 15 | 15 | 16 | 16 | 16 | 14 | 14 | 14 |
| Cimarrones       | 1  | 6  | 10 | 7  | 3  | 8  | 8  | 11 | 14 | 12 | 15 | 15 | 16 | 15 | 15 |
| Potros UAEM      | 12 | 12 | 12 | 13 | 13 | 14 | 12 | 14 | 12 | 13 | 12 | 14 | 15 | 16 | 16 |

## Tabla de Cocientes
| Pos. | Equipo                   | A-2015  | C-2016  | A-2016 | C-2017 | A-2017 | C-2018 | Puntos | PJ | Dif. | Cociente |                       |
| ---- | ------------------------ | ------- | ------- | ------ | ------ | ------ | ------ | ------ | -- | ---- | -------- | --------------------- |
| 1.   | Zacatecas                | 24      | 22      | 33     | 32     | 23     | 28     | 162    | 94 | +51  | 1.7234   |                       |
| 2.   | Dorados                  | Liga MX | Liga MX | 27     | 31     | 20     | 26     | 104    | 64 | +21  | 1.6250   |                       |
| 3.   | Celaya                   | 20      | 26      | 35     | 19     | 28     | 23     | 151    | 94 | +37  | 1.6064   |                       |
| 4.   | Oaxaca                   | 25      | 21      | 26     | 30     | 24     | 23     | 149    | 94 | +27  | 1.5851   |                       |
| 5.   | Juárez                   | 29      | 20      | 22     | 28     | 26     | 15     | 140    | 94 | +17  | 1.4894   |                       |
| 6.   | Zacatepec                | 20      | 19      | 22     | 26     | 24     | 24     | 135    | 94 | +13  | 1.4362   |                       |
| 7.   | Atlante                  | 23      | 25      | 27     | 21     | 11     | 23     | 130    | 94 | +13  | 1.3830   |                       |
| 8.   | Cafetaleros de Tapachula | 22      | 27      | 16     | 21     | 21     | 22     | 129    | 94 | −12  | 1.3723   |                       |
| 9.   | Atlético de San Luis     | -       | -       | -      | -      | 21     | 20     | 41     | 30 | −4   | 1.3667   |                       |
| 10.  | Leones Negros            | 21      | 29      | 18     | 22     | 13     | 25     | 128    | 94 | +6   | 1.3613   |                       |
| 11.  | Potros UAEM              | Serie A | Serie A | 29     | 28     | 13     | 11     | 81     | 64 | −3   | 1.2656   |                       |
| 12.  | Tampico Madero           | Serie A | Serie A | 10     | 23     | 24     | 22     | 79     | 64 | −8   | 1.2344   |                       |
| 13.  | Venados                  | 15      | 20      | 20     | 15     | 23     | 19     | 112    | 94 | −33  | 1.1915   |                       |
| 14.  | Correcaminos UAT         | 13      | 22      | 20     | 16     | 22     | 18     | 111    | 94 | −32  | 1.1809   |                       |
| 15.  | Cimarrones               | 8       | 10      | 27     | 27     | 22     | 14     | 108    | 94 | −25  | 1.1489   |                       |
| 16.  | Murciélagos              | 24      | 16      | 19     | 14     | 14     | 15     | 102    | 94 | −39  | 1.0851   | Descenso de categoría |

## Liguilla
|  | Cuartos de final                                               | Cuartos de final                                               | Cuartos de final                                               | Cuartos de final                                               | Cuartos de final                                               |   |   | Semifinales                                                      | Semifinales                                                      | Semifinales                                                      | Semifinales                                                      | Semifinales                                                      |  |   | Final                                                  | Final                                                  | Final                                                  | Final                                                  | Final                                                  |  |
|  | 7 y 8 de abril de 2018 (ida) 14 y 15 de abril de 2018 (vuelta) | 7 y 8 de abril de 2018 (ida) 14 y 15 de abril de 2018 (vuelta) | 7 y 8 de abril de 2018 (ida) 14 y 15 de abril de 2018 (vuelta) | 7 y 8 de abril de 2018 (ida) 14 y 15 de abril de 2018 (vuelta) | 7 y 8 de abril de 2018 (ida) 14 y 15 de abril de 2018 (vuelta) |   |   | 18 y 19 de abril de 2018 (ida) 21 y 22 de abril de 2018 (vuelta) | 18 y 19 de abril de 2018 (ida) 21 y 22 de abril de 2018 (vuelta) | 18 y 19 de abril de 2018 (ida) 21 y 22 de abril de 2018 (vuelta) | 18 y 19 de abril de 2018 (ida) 21 y 22 de abril de 2018 (vuelta) | 18 y 19 de abril de 2018 (ida) 21 y 22 de abril de 2018 (vuelta) |  |   | 26 de abril de 2018 (ida) 29 de abril de 2018 (vuelta) | 26 de abril de 2018 (ida) 29 de abril de 2018 (vuelta) | 26 de abril de 2018 (ida) 29 de abril de 2018 (vuelta) | 26 de abril de 2018 (ida) 29 de abril de 2018 (vuelta) | 26 de abril de 2018 (ida) 29 de abril de 2018 (vuelta) |  |
|  |                                                                |                                                                |                                                                |                                                                |                                                                |   |   |                                                                  |                                                                  |                                                                  |                                                                  |                                                                  |  |   |                                                        |                                                        |                                                        |                                                        |                                                        |  |
|  |                                                                |                                                                |                                                                |                                                                |                                                                |   |   |                                                                  |                                                                  |                                                                  |                                                                  |                                                                  |  |   |                                                        |                                                        |                                                        |                                                        |                                                        |  |
|  | 3                                                              | Leones Negros                                                  | 0                                                              | 4                                                              | 4                                                              |   |   |                                                                  |                                                                  |                                                                  |                                                                  |                                                                  |  |   |                                                        |                                                        |                                                        |                                                        |                                                        |  |
|  | 3                                                              | Leones Negros                                                  | 0                                                              | 4                                                              | 4                                                              |   |   |                                                                  |                                                                  |                                                                  |                                                                  |                                                                  |  |   |                                                        |                                                        |                                                        |                                                        |                                                        |  |
|  | 6                                                              | Atlante                                                        | 2                                                              | 0                                                              | 2                                                              |   |   |                                                                  |                                                                  |                                                                  |                                                                  |                                                                  |  |   |                                                        |                                                        |                                                        |                                                        |                                                        |  |
|  | 6                                                              | Atlante                                                        | 2                                                              | 0                                                              | 2                                                              |   | 3 | Leones Negros (v.)                                               | 2                                                                | 1                                                                | 3                                                                |                                                                  |  |   |                                                        |                                                        |                                                        |                                                        |                                                        |  |
|  |                                                                |                                                                |                                                                |                                                                |                                                                |   | 3 | Leones Negros (v.)                                               | 2                                                                | 1                                                                | 3                                                                |                                                                  |  |   |                                                        |                                                        |                                                        |                                                        |                                                        |  |
|  |                                                                |                                                                | 5                                                              | Oaxaca                                                         | 2                                                              | 1 | 3 |                                                                  |                                                                  |                                                                  |                                                                  |                                                                  |  |   |                                                        |                                                        |                                                        |                                                        |                                                        |  |
|  | 4                                                              | Zacatepec                                                      | 5                                                              | Oaxaca                                                         | 2                                                              | 1 | 3 | 1                                                                | 0                                                                | 1                                                                |                                                                  |                                                                  |  |   |                                                        |                                                        |                                                        |                                                        |                                                        |  |
|  | 4                                                              | Zacatepec                                                      |                                                                |                                                                |                                                                |   |   |                                                                  |                                                                  | 1                                                                |                                                                  |                                                                  |  |   |                                                        |                                                        |                                                        |                                                        |                                                        |  |
|  | 5                                                              | Oaxaca                                                         | 1                                                              | 1                                                              | 2                                                              |   |   |                                                                  |                                                                  |                                                                  |                                                                  |                                                                  |  |   |                                                        |                                                        |                                                        |                                                        |                                                        |  |
|  | 5                                                              | Oaxaca                                                         | 1                                                              | 1                                                              | 2                                                              |   |   |                                                                  |                                                                  |                                                                  |                                                                  |                                                                  |  | 3 | Leones Negros                                          | 0                                                      | 2                                                      | 2                                                      |                                                        |  |
|  |                                                                |                                                                |                                                                |                                                                |                                                                |   |   |                                                                  |                                                                  |                                                                  |                                                                  |                                                                  |  | 3 | Leones Negros                                          | 0                                                      | 2                                                      | 2                                                      |                                                        |  |
|  |                                                                |                                                                | 8                                                              | Cafetaleros de Tapachula                                       | 1                                                              | 2 | 3 |                                                                  |                                                                  |                                                                  |                                                                  |                                                                  |  |   |                                                        |                                                        |                                                        |                                                        |                                                        |  |
|  | 2                                                              | Dorados                                                        | 8                                                              | Cafetaleros de Tapachula                                       | 1                                                              | 2 | 3 | 2                                                                | 2                                                                | 4                                                                |                                                                  |                                                                  |  |   |                                                        |                                                        |                                                        |                                                        |                                                        |  |
|  | 2                                                              | Dorados                                                        |                                                                |                                                                |                                                                |   |   |                                                                  |                                                                  | 4                                                                |                                                                  |                                                                  |  |   |                                                        |                                                        |                                                        |                                                        |                                                        |  |
|  | 7                                                              | Celaya                                                         | 1                                                              | 1                                                              | 2                                                              |   |   |                                                                  |                                                                  |                                                                  |                                                                  |                                                                  |  |   |                                                        |                                                        |                                                        |                                                        |                                                        |  |
|  | 7                                                              | Celaya                                                         | 1                                                              | 1                                                              | 2                                                              |   | 2 | Dorados                                                          | 2                                                                | 0                                                                | 2                                                                |                                                                  |  |   |                                                        |                                                        |                                                        |                                                        |                                                        |  |
|  |                                                                |                                                                |                                                                |                                                                |                                                                |   | 2 | Dorados                                                          | 2                                                                | 0                                                                | 2                                                                |                                                                  |  |   |                                                        |                                                        |                                                        |                                                        |                                                        |  |
|  |                                                                |                                                                | 8                                                              | Cafetaleros de Tapachula                                       | 3                                                              | 2 | 5 |                                                                  |                                                                  |                                                                  |                                                                  |                                                                  |  |   |                                                        |                                                        |                                                        |                                                        |                                                        |  |
|  | 1                                                              | Mineros de Zacatecas                                           | 8                                                              | Cafetaleros de Tapachula                                       | 3                                                              | 2 | 5 | 1                                                                | 4                                                                | 5                                                                |                                                                  |                                                                  |  |   |                                                        |                                                        |                                                        |                                                        |                                                        |  |
|  | 1                                                              | Mineros de Zacatecas                                           |                                                                |                                                                |                                                                |   |   |                                                                  |                                                                  | 5                                                                |                                                                  |                                                                  |  |   |                                                        |                                                        |                                                        |                                                        |                                                        |  |
|  | 8                                                              | Cafetaleros de Tapachula (v.)                                  | 3                                                              | 2                                                              | 5                                                              |   |   |                                                                  |                                                                  |                                                                  |                                                                  |                                                                  |  |   |                                                        |                                                        |                                                        |                                                        |                                                        |  |
|  | 8                                                              | Cafetaleros de Tapachula (v.)                                  | 3                                                              | 2                                                              | 5                                                              |   |   |                                                                  |                                                                  |                                                                  |                                                                  |                                                                  |  |   |                                                        |                                                        |                                                        |                                                        |                                                        |  |
|  |                                                                |                                                                |                                                                |                                                                |                                                                |   |   |                                                                  |                                                                  |                                                                  |                                                                  |                                                                  |  |   |                                                        |                                                        |                                                        |                                                        |                                                        |  |

- Campeón clasifica a la Final de Ascenso 2017-18.

### Cuartos de final

#### Zacatecas-Tapachula
| 7 de abril, 20:30 | Tapachula                              | 3:1 (2:0) | Zacatecas   | Estadio Olímpico de Tapachula, Tapachula                              |                                                                       |
|                   | L. Ramos 1', 40' · R. Nurse 68' (a.g.) | Reporte   | E. Cruz 73' | Asistencia: 21 000 espectadores Árbitro(s): Iván Asael Martínez Gómez | Asistencia: 21 000 espectadores Árbitro(s): Iván Asael Martínez Gómez |

| 14 de abril, 16:30                                                      | Zacatecas                           | 4:2 (2:2) | Tapachula                      | Estadio Carlos Vega Villalba, Zacatecas                                  |                                                                          |
|                                                                         | R. Nurse 7', 24', 83' · E. Cruz 53' | Reporte   | L. Ramos 3' · A. Domínguez 40' | Asistencia: 7 015 espectadores Árbitro(s): Juan Andrés Esquivel González | Asistencia: 7 015 espectadores Árbitro(s): Juan Andrés Esquivel González |
| Por gol de visitante, Tapachula avanza a semifinales pese a empatar 5-5 |                                     |           |                                |                                                                          |                                                                          |

#### Dorados-Celaya
| 7 de abril, 18:30 | Celaya        | 1:2 (0:2) | Dorados                            | Estadio Miguel Alemán Valdés, Celaya                                 |                                                                      |
|                   | A. Moreno 62' | Reporte   | G. Ramírez 18' (pen.) · Hachen 42' | Asistencia: 9 306 espectadores Árbitro(s): Brian Omar González Veles | Asistencia: 9 306 espectadores Árbitro(s): Brian Omar González Veles |

| 14 de abril, 20:00 (H.L.)                       | Dorados                      | 2:1 (1:1) | Celaya       | Estadio Banorte, Culiacán                                             |                                                                       |
|                                                 | E. Rivera 2' · J. Angulo 91' | Reporte   | J. Pérez 11' | Asistencia: 10 220 espectadores Árbitro(s): Jonathan Hernández Juárez | Asistencia: 10 220 espectadores Árbitro(s): Jonathan Hernández Juárez |
| Con global de 4-2, Dorados avanza a semifinales |                              |           |              |                                                                       |                                                                       |

#### Leones Negros-Atlante
| 8 de abril, 20:00 | Atlante                          | 2:0 (0:0) | Leones Negros | Estadio Olímpico Andrés Quintana Roo, Cancún                         |                                                                      |
|                   | F. Fernández 48' · J. Cobián 73' | Reporte   |               | Asistencia: 7 284 espectadores Árbitro(s): Saúl Alfredo Silva Pineda | Asistencia: 7 284 espectadores Árbitro(s): Saúl Alfredo Silva Pineda |

| 15 de abril, 12:00                                    | Leones Negros                                            | 4:0 (2:0) | Atlante | Estadio Jalisco, Guadalajara                                   |                                                                |
|                                                       | J. Dos Santos 10', 76' · J. Vázquez 31' · I. Valadéz 67' | Reporte   |         | Asistencia: 20 036 espectadores Árbitro(s): Óscar Mejía García | Asistencia: 20 036 espectadores Árbitro(s): Óscar Mejía García |
| Con global de 4-2, Leones Negros avanza a semifinales |                                                          |           |         |                                                                |                                                                |

#### Zacatepec-Oaxaca
| 8 de abril, 18:00 | Zacatepec             | 1:1 (0:1) | Oaxaca        | Estadio Agustín Coruco Díaz, Zacatepec                                |                                                                       |
|                   | J. Ramírez 83' (pen.) | Reporte   | M. Zúñiga 11' | Asistencia: 4 688 espectadores Árbitro(s): Mario Humberto Vargas Mata | Asistencia: 4 688 espectadores Árbitro(s): Mario Humberto Vargas Mata |

| 15 de abril, 19:00                             | Oaxaca          | 1:0 (0:0) | Zacatepec | Estadio Tecnológico de Oaxaca, Oaxaca                               |                                                                     |
|                                                | L. Madrigal 89' | Reporte   |           | Asistencia: 8 770 espectadores Árbitro(s): Alejandro Funk Villafañe | Asistencia: 8 770 espectadores Árbitro(s): Alejandro Funk Villafañe |
| Con global de 2-1, Oaxaca avanza a semifinales |                 |           |           |                                                                     |                                                                     |

### Semifinales

#### Dorados-Tapachula
| 18 de abril, 20:30 | Tapachula                                              | 3:2 (1:0) | Dorados            | Estadio Olímpico de Tapachula, Tapachula                             |                                                                      |
|                    | A. Domínguez 19' · L. Ramos 49' · D. de la Torre 90+2' | Reporte   | V. Angulo 72', 89' | Asistencia: 17 527 espectadores Árbitro(s): Alejandro Funk Villafañe | Asistencia: 17 527 espectadores Árbitro(s): Alejandro Funk Villafañe |

| 21 de abril, 20:00 (H.L.)                                | Dorados | 0:2 (0:0) | Tapachula                   | Estadio Banorte, Culiacán                                      |                                                                |
|                                                          |         | Reporte   | L. Ramos 86' · E. Pérez 90' | Asistencia: 14 333 espectadores Árbitro(s): Oscar Mejía García | Asistencia: 14 333 espectadores Árbitro(s): Oscar Mejía García |
| Con marcador global de 2-5, Tapachula avanza a la final. |         |           |                             |                                                                |                                                                |

#### Leones Negros-Oaxaca
| 19 de abril, 20:00 | Oaxaca                            | 2:2 (1:1) | Leones Negros              | Estadio Tecnológico de Oaxaca, Oaxaca                                    |                                                                          |
|                    | - Zúñiga 6' - Madrigal 74' (pen.) | Reporte   | - Valadéz 41' - Valdez 84' | Asistencia: 9 727 espectadores Árbitro(s): Juan Andrés Esquivel González | Asistencia: 9 727 espectadores Árbitro(s): Juan Andrés Esquivel González |

| 22 de abril, 12:00                                                       | Leones Negros  | 1:1 (0:0) | Oaxaca   | Estadio Jalisco, Guadalajara                                          |                                                                       |
|                                                                          | A. Sánchez 66' | Reporte   | Noya 69' | Asistencia: 36 501 espectadores Árbitro(s): Jonathan Hernández Juárez | Asistencia: 36 501 espectadores Árbitro(s): Jonathan Hernández Juárez |
| Por gol de visitante, Leones Negros avanza a la final pese a empatar 3-3 |                |           |          |                                                                       |                                                                       |

### Final

#### Leones Negros-Tapachula
| 26 de abril, 20:30 | Tapachula    | 1:0 (0:0) | Leones Negros | Estadio Olímpico de Tapachula, Tapachula                                  |                                                                           |
|                    | L. Ramos 52' | Reporte   |               | Asistencia: 19 415 espectadores Árbitro(s): Juan Andrés Esquivel González | Asistencia: 19 415 espectadores Árbitro(s): Juan Andrés Esquivel González |

| 29 de abril, 12:00                                                         | Leones Negros                   | 2:2 (2:1) | Tapachula                          | Estadio Jalisco, Guadalajara                                   |                                                                |
|                                                                            | E. Mendoza 38' · J. Vázquez 42' | Reporte   | C. Bermúdez 34' · L. Hernández 61' | Asistencia: 50 093 espectadores Árbitro(s): Óscar Mejía García | Asistencia: 50 093 espectadores Árbitro(s): Óscar Mejía García |
| Con marcador global de 3-2, Tapachula es campeón del Torneo Clausura 2018. |                                 |           |                                    |                                                                |                                                                |

#### Final - Ida
| 19    | POR   | Gaspar Servio      |     |
| 6     | DEF   | William Dias       |     |
| 20    | DEF   | Félix Araujo       |     |
| 22    | DEF   | Enrique Pérez      |     |
| 30    | DEF   | Luis Hernández     |     |
| 7     | MED   | Bruno Costa        |     |
| 9     | MED   | Christian Bermúdez | 68' |
| 16    | MED   | Adolfo Domínguez   |     |
| 21    | MED   | José Ayoví         | 86' |
| 10    | DEL   | Edy Brambila       | 75' |
| 28    | DEL   | Leonardo Ramos     |     |
| D. T. | D. T. | Gabriel Caballero  |     |

| 30    | POR   | Felipe López     |     |
| 4     | DEF   | Manuel Madrid    |     |
| 19    | DEF   | Antonio Sánchez  |     |
| 33    | DEF   | Néstor Vidrio    |     |
| 35    | DEF   | Kristian Álvarez |     |
| 11    | MED   | Daniel Amador    | 92' |
| 20    | MED   | Christian Valdez |     |
| 26    | MED   | José Lomelí      |     |
| 7     | DEL   | Jesús Vázquez    |     |
| 22    | DEL   | Efrén Mendoza    |     |
| 29    | DEL   | Jorlian Sánchez  | 55' |
| D. T. | D. T. | Jorge Dávalos    |     |

| 18 | Delantero      | Eduardo Pérez     | 68' |
| 11 | Centrocampista | Édgar Bárcenas    | 75' |
| 26 | Centrocampista | Diego de la Torre | 86' |

| 28 | Delantero | Ismael Valadéz | 55' |
| 21 | Delantero | Luis Nieves    | 92' |

| 52' | Leonardo Ramos | 1:0 |

| 76' | William Dias |

| 36' · 60' | Néstor Vidrio Kristian Álvarez |

| 86' | José Torres (médico) |

| Principal  | Juan Andrés Esquivel González    |
| Asistentes | Enrique Isaac Bustos Díaz        |
|            | Marco Antonio Bisguerra Mendiola |
| Cuarto     | Jonathan Hernández Juárez        |

|                    |     |     |
| Tiros              | 8   | 2   |
| Tiros a puerta     | 2   | 0   |
| Faltas             | 11  | 22  |
| Saques de esquina  | 6   | 3   |
| Penaltis           | 0   | 0   |
| Fueras de juego    | 1   | 1   |
| Posesión del balón | 61% | 39% |

| Alineación inicial |

| 19    | POR   | Gaspar Servio      |     |
| 6     | DEF   | William Dias       |     |
| 20    | DEF   | Félix Araujo       |     |
| 22    | DEF   | Enrique Pérez      |     |
| 30    | DEF   | Luis Hernández     |     |
| 7     | MED   | Bruno Costa        |     |
| 9     | MED   | Christian Bermúdez | 68' |
| 16    | MED   | Adolfo Domínguez   |     |
| 21    | MED   | José Ayoví         | 86' |
| 10    | DEL   | Edy Brambila       | 75' |
| 28    | DEL   | Leonardo Ramos     |     |
| D. T. | D. T. | Gabriel Caballero  |     |

| 30    | POR   | Felipe López     |     |
| 4     | DEF   | Manuel Madrid    |     |
| 19    | DEF   | Antonio Sánchez  |     |
| 33    | DEF   | Néstor Vidrio    |     |
| 35    | DEF   | Kristian Álvarez |     |
| 11    | MED   | Daniel Amador    | 92' |
| 20    | MED   | Christian Valdez |     |
| 26    | MED   | José Lomelí      |     |
| 7     | DEL   | Jesús Vázquez    |     |
| 22    | DEL   | Efrén Mendoza    |     |
| 29    | DEL   | Jorlian Sánchez  | 55' |
| D. T. | D. T. | Jorge Dávalos    |     |

| 18 | Delantero      | Eduardo Pérez     | 68' |
| 11 | Centrocampista | Édgar Bárcenas    | 75' |
| 26 | Centrocampista | Diego de la Torre | 86' |

| 28 | Delantero | Ismael Valadéz | 55' |
| 21 | Delantero | Luis Nieves    | 92' |

| 52' | Leonardo Ramos | 1:0 |

| 76' | William Dias |

| 36' · 60' | Néstor Vidrio Kristian Álvarez |

| 86' | José Torres (médico) |

| Principal  | Juan Andrés Esquivel González    |
| Asistentes | Enrique Isaac Bustos Díaz        |
|            | Marco Antonio Bisguerra Mendiola |
| Cuarto     | Jonathan Hernández Juárez        |

|                    |     |     |
| Tiros              | 8   | 2   |
| Tiros a puerta     | 2   | 0   |
| Faltas             | 11  | 22  |
| Saques de esquina  | 6   | 3   |
| Penaltis           | 0   | 0   |
| Fueras de juego    | 1   | 1   |
| Posesión del balón | 61% | 39% |

| Alineación inicial |

| 19    | POR   | Gaspar Servio      |     |
| 6     | DEF   | William Dias       |     |
| 20    | DEF   | Félix Araujo       |     |
| 22    | DEF   | Enrique Pérez      |     |
| 30    | DEF   | Luis Hernández     |     |
| 7     | MED   | Bruno Costa        |     |
| 9     | MED   | Christian Bermúdez | 68' |
| 16    | MED   | Adolfo Domínguez   |     |
| 21    | MED   | José Ayoví         | 86' |
| 10    | DEL   | Edy Brambila       | 75' |
| 28    | DEL   | Leonardo Ramos     |     |
| D. T. | D. T. | Gabriel Caballero  |     |

| 30    | POR   | Felipe López     |     |
| 4     | DEF   | Manuel Madrid    |     |
| 19    | DEF   | Antonio Sánchez  |     |
| 33    | DEF   | Néstor Vidrio    |     |
| 35    | DEF   | Kristian Álvarez |     |
| 11    | MED   | Daniel Amador    | 92' |
| 20    | MED   | Christian Valdez |     |
| 26    | MED   | José Lomelí      |     |
| 7     | DEL   | Jesús Vázquez    |     |
| 22    | DEL   | Efrén Mendoza    |     |
| 29    | DEL   | Jorlian Sánchez  | 55' |
| D. T. | D. T. | Jorge Dávalos    |     |

| 18 | Delantero      | Eduardo Pérez     | 68' |
| 11 | Centrocampista | Édgar Bárcenas    | 75' |
| 26 | Centrocampista | Diego de la Torre | 86' |

| 28 | Delantero | Ismael Valadéz | 55' |
| 21 | Delantero | Luis Nieves    | 92' |

| 52' | Leonardo Ramos | 1:0 |

| 76' | William Dias |

| 36' · 60' | Néstor Vidrio Kristian Álvarez |

| 86' | José Torres (médico) |

| Principal  | Juan Andrés Esquivel González    |
| Asistentes | Enrique Isaac Bustos Díaz        |
|            | Marco Antonio Bisguerra Mendiola |
| Cuarto     | Jonathan Hernández Juárez        |

|                    |     |     |
| Tiros              | 8   | 2   |
| Tiros a puerta     | 2   | 0   |
| Faltas             | 11  | 22  |
| Saques de esquina  | 6   | 3   |
| Penaltis           | 0   | 0   |
| Fueras de juego    | 1   | 1   |
| Posesión del balón | 61% | 39% |

| Alineación inicial |

| 19    | POR   | Gaspar Servio      |     |
| 6     | DEF   | William Dias       |     |
| 20    | DEF   | Félix Araujo       |     |
| 22    | DEF   | Enrique Pérez      |     |
| 30    | DEF   | Luis Hernández     |     |
| 7     | MED   | Bruno Costa        |     |
| 9     | MED   | Christian Bermúdez | 68' |
| 16    | MED   | Adolfo Domínguez   |     |
| 21    | MED   | José Ayoví         | 86' |
| 10    | DEL   | Edy Brambila       | 75' |
| 28    | DEL   | Leonardo Ramos     |     |
| D. T. | D. T. | Gabriel Caballero  |     |

| 30    | POR   | Felipe López     |     |
| 4     | DEF   | Manuel Madrid    |     |
| 19    | DEF   | Antonio Sánchez  |     |
| 33    | DEF   | Néstor Vidrio    |     |
| 35    | DEF   | Kristian Álvarez |     |
| 11    | MED   | Daniel Amador    | 92' |
| 20    | MED   | Christian Valdez |     |
| 26    | MED   | José Lomelí      |     |
| 7     | DEL   | Jesús Vázquez    |     |
| 22    | DEL   | Efrén Mendoza    |     |
| 29    | DEL   | Jorlian Sánchez  | 55' |
| D. T. | D. T. | Jorge Dávalos    |     |

| 18 | Delantero      | Eduardo Pérez     | 68' |
| 11 | Centrocampista | Édgar Bárcenas    | 75' |
| 26 | Centrocampista | Diego de la Torre | 86' |

| 28 | Delantero | Ismael Valadéz | 55' |
| 21 | Delantero | Luis Nieves    | 92' |

| 52' | Leonardo Ramos | 1:0 |

| 76' | William Dias |

| 36' · 60' | Néstor Vidrio Kristian Álvarez |

| 86' | José Torres (médico) |

| Principal  | Juan Andrés Esquivel González    |
| Asistentes | Enrique Isaac Bustos Díaz        |
|            | Marco Antonio Bisguerra Mendiola |
| Cuarto     | Jonathan Hernández Juárez        |

|                    |     |     |
| Tiros              | 8   | 2   |
| Tiros a puerta     | 2   | 0   |
| Faltas             | 11  | 22  |
| Saques de esquina  | 6   | 3   |
| Penaltis           | 0   | 0   |
| Fueras de juego    | 1   | 1   |
| Posesión del balón | 61% | 39% |

| Alineación inicial |

#### Final - Vuelta
| 30    | POR   | Felipe López      |     |
| 4     | DEF   | Manuel Madrid     |     |
| 19    | DEF   | Antonio Sánchez   | 73' |
| 33    | DEF   | Néstor Vidrio     |     |
| 35    | DEF   | Kristian Álvarez  |     |
| 11    | MED   | Daniel Amador     |     |
| 20    | MED   | Christian Valdez  | 84' |
| 13    | MED   | Romario Hernández |     |
| 7     | DEL   | Jesús Vázquez     |     |
| 22    | DEL   | Efrén Mendoza     |     |
| 29    | DEL   | Jorlian Sánchez   | 51' |
| D. T. | D. T. | Jorge Dávalos     |     |

| 19    | POR   | Gaspar Servio      |     |
| 6     | DEF   | William Dias       |     |
| 20    | DEF   | Félix Araujo       |     |
| 3     | DEF   | Diego Guerra       |     |
| 30    | DEF   | Luis Hernández     |     |
| 7     | MED   | Bruno Costa        |     |
| 9     | MED   | Christian Bermúdez | 83' |
| 16    | MED   | Adolfo Domínguez   |     |
| 21    | MED   | José Ayoví         | 43' |
| 10    | DEL   | Edy Brambila       |     |
| 28    | DEL   | Leonardo Ramos     | 78' |
| D. T. | D. T. | Gabriel Caballero  |     |

| 28 | Delantero | Ismael Valadéz    | 51' |
| 14 | Delantero | Adrián Villalobos | 73' |
| 21 | Delantero | Luis Nieves       | 84' |

| 11 | Centrocampista | Édgar Bárcenas    | 43' |
| 18 | Delantero      | Eduardo Pérez     | 78' |
| 26 | Centrocampista | Diego de la Torre | 83' |

| 38' · 42' | Efrén Mendoza Jesús Vázquez | 1:1 2:1 |

| 34' · 61' | Christian Bermúdez Luis Hernández | 0:1 2:2 |

| 41' · 54' | Kristian Álvarez Jesús Vázquez |

| 68' · 72' | Gaspar Servio Bruno Costa |

| Principal  | Oscar Mejia García       |
| Asistentes | César Cerritos García    |
|            | Eduardo Acosta Orea      |
| Cuarto     | Alejandro Funk Villafañe |

|                    |     |     |
| Tiros              | 12  | 7   |
| Tiros a puerta     | 7   | 4   |
| Faltas             | 20  | 13  |
| Saques de esquina  | 4   | 4   |
| Penaltis           | 0   | 0   |
| Fueras de juego    | 3   | 4   |
| Posesión del balón | 48% | 52% |

| Alineación inicial |

| 30    | POR   | Felipe López      |     |
| 4     | DEF   | Manuel Madrid     |     |
| 19    | DEF   | Antonio Sánchez   | 73' |
| 33    | DEF   | Néstor Vidrio     |     |
| 35    | DEF   | Kristian Álvarez  |     |
| 11    | MED   | Daniel Amador     |     |
| 20    | MED   | Christian Valdez  | 84' |
| 13    | MED   | Romario Hernández |     |
| 7     | DEL   | Jesús Vázquez     |     |
| 22    | DEL   | Efrén Mendoza     |     |
| 29    | DEL   | Jorlian Sánchez   | 51' |
| D. T. | D. T. | Jorge Dávalos     |     |

| 19    | POR   | Gaspar Servio      |     |
| 6     | DEF   | William Dias       |     |
| 20    | DEF   | Félix Araujo       |     |
| 3     | DEF   | Diego Guerra       |     |
| 30    | DEF   | Luis Hernández     |     |
| 7     | MED   | Bruno Costa        |     |
| 9     | MED   | Christian Bermúdez | 83' |
| 16    | MED   | Adolfo Domínguez   |     |
| 21    | MED   | José Ayoví         | 43' |
| 10    | DEL   | Edy Brambila       |     |
| 28    | DEL   | Leonardo Ramos     | 78' |
| D. T. | D. T. | Gabriel Caballero  |     |

| 28 | Delantero | Ismael Valadéz    | 51' |
| 14 | Delantero | Adrián Villalobos | 73' |
| 21 | Delantero | Luis Nieves       | 84' |

| 11 | Centrocampista | Édgar Bárcenas    | 43' |
| 18 | Delantero      | Eduardo Pérez     | 78' |
| 26 | Centrocampista | Diego de la Torre | 83' |

| 38' · 42' | Efrén Mendoza Jesús Vázquez | 1:1 2:1 |

| 34' · 61' | Christian Bermúdez Luis Hernández | 0:1 2:2 |

| 41' · 54' | Kristian Álvarez Jesús Vázquez |

| 68' · 72' | Gaspar Servio Bruno Costa |

| Principal  | Oscar Mejia García       |
| Asistentes | César Cerritos García    |
|            | Eduardo Acosta Orea      |
| Cuarto     | Alejandro Funk Villafañe |

|                    |     |     |
| Tiros              | 12  | 7   |
| Tiros a puerta     | 7   | 4   |
| Faltas             | 20  | 13  |
| Saques de esquina  | 4   | 4   |
| Penaltis           | 0   | 0   |
| Fueras de juego    | 3   | 4   |
| Posesión del balón | 48% | 52% |

| Alineación inicial |

| 30    | POR   | Felipe López      |     |
| 4     | DEF   | Manuel Madrid     |     |
| 19    | DEF   | Antonio Sánchez   | 73' |
| 33    | DEF   | Néstor Vidrio     |     |
| 35    | DEF   | Kristian Álvarez  |     |
| 11    | MED   | Daniel Amador     |     |
| 20    | MED   | Christian Valdez  | 84' |
| 13    | MED   | Romario Hernández |     |
| 7     | DEL   | Jesús Vázquez     |     |
| 22    | DEL   | Efrén Mendoza     |     |
| 29    | DEL   | Jorlian Sánchez   | 51' |
| D. T. | D. T. | Jorge Dávalos     |     |

| 19    | POR   | Gaspar Servio      |     |
| 6     | DEF   | William Dias       |     |
| 20    | DEF   | Félix Araujo       |     |
| 3     | DEF   | Diego Guerra       |     |
| 30    | DEF   | Luis Hernández     |     |
| 7     | MED   | Bruno Costa        |     |
| 9     | MED   | Christian Bermúdez | 83' |
| 16    | MED   | Adolfo Domínguez   |     |
| 21    | MED   | José Ayoví         | 43' |
| 10    | DEL   | Edy Brambila       |     |
| 28    | DEL   | Leonardo Ramos     | 78' |
| D. T. | D. T. | Gabriel Caballero  |     |

| 28 | Delantero | Ismael Valadéz    | 51' |
| 14 | Delantero | Adrián Villalobos | 73' |
| 21 | Delantero | Luis Nieves       | 84' |

| 11 | Centrocampista | Édgar Bárcenas    | 43' |
| 18 | Delantero      | Eduardo Pérez     | 78' |
| 26 | Centrocampista | Diego de la Torre | 83' |

| 38' · 42' | Efrén Mendoza Jesús Vázquez | 1:1 2:1 |

| 34' · 61' | Christian Bermúdez Luis Hernández | 0:1 2:2 |

| 41' · 54' | Kristian Álvarez Jesús Vázquez |

| 68' · 72' | Gaspar Servio Bruno Costa |

| Principal  | Oscar Mejia García       |
| Asistentes | César Cerritos García    |
|            | Eduardo Acosta Orea      |
| Cuarto     | Alejandro Funk Villafañe |

|                    |     |     |
| Tiros              | 12  | 7   |
| Tiros a puerta     | 7   | 4   |
| Faltas             | 20  | 13  |
| Saques de esquina  | 4   | 4   |
| Penaltis           | 0   | 0   |
| Fueras de juego    | 3   | 4   |
| Posesión del balón | 48% | 52% |

| Alineación inicial |

| 30    | POR   | Felipe López      |     |
| 4     | DEF   | Manuel Madrid     |     |
| 19    | DEF   | Antonio Sánchez   | 73' |
| 33    | DEF   | Néstor Vidrio     |     |
| 35    | DEF   | Kristian Álvarez  |     |
| 11    | MED   | Daniel Amador     |     |
| 20    | MED   | Christian Valdez  | 84' |
| 13    | MED   | Romario Hernández |     |
| 7     | DEL   | Jesús Vázquez     |     |
| 22    | DEL   | Efrén Mendoza     |     |
| 29    | DEL   | Jorlian Sánchez   | 51' |
| D. T. | D. T. | Jorge Dávalos     |     |

| 19    | POR   | Gaspar Servio      |     |
| 6     | DEF   | William Dias       |     |
| 20    | DEF   | Félix Araujo       |     |
| 3     | DEF   | Diego Guerra       |     |
| 30    | DEF   | Luis Hernández     |     |
| 7     | MED   | Bruno Costa        |     |
| 9     | MED   | Christian Bermúdez | 83' |
| 16    | MED   | Adolfo Domínguez   |     |
| 21    | MED   | José Ayoví         | 43' |
| 10    | DEL   | Edy Brambila       |     |
| 28    | DEL   | Leonardo Ramos     | 78' |
| D. T. | D. T. | Gabriel Caballero  |     |

| 28 | Delantero | Ismael Valadéz    | 51' |
| 14 | Delantero | Adrián Villalobos | 73' |
| 21 | Delantero | Luis Nieves       | 84' |

| 11 | Centrocampista | Édgar Bárcenas    | 43' |
| 18 | Delantero      | Eduardo Pérez     | 78' |
| 26 | Centrocampista | Diego de la Torre | 83' |

| 38' · 42' | Efrén Mendoza Jesús Vázquez | 1:1 2:1 |

| 34' · 61' | Christian Bermúdez Luis Hernández | 0:1 2:2 |

| 41' · 54' | Kristian Álvarez Jesús Vázquez |

| 68' · 72' | Gaspar Servio Bruno Costa |

| Principal  | Oscar Mejia García       |
| Asistentes | César Cerritos García    |
|            | Eduardo Acosta Orea      |
| Cuarto     | Alejandro Funk Villafañe |

|                    |     |     |
| Tiros              | 12  | 7   |
| Tiros a puerta     | 7   | 4   |
| Faltas             | 20  | 13  |
| Saques de esquina  | 4   | 4   |
| Penaltis           | 0   | 0   |
| Fueras de juego    | 3   | 4   |
| Posesión del balón | 48% | 52% |

| Alineación inicial |

| Campeón Clausura 2018 |
| --------------------- |
|                       |
| Tapachula             |
| 1.er Título           |

## Estadísticas

### Clasificación juego limpio
- Datos según la página oficial.

| Lugar                                | Club                                 | Tarjeta amarilla | Segunda tarjeta amarilla y expulsión · Segunda tarjeta amarilla y expulsión | Tarjeta roja directa | Puntos   |
| ------------------------------------ | ------------------------------------ | ---------------- | --------------------------------------------------------------------------- | -------------------- | -------- |
| 1                                    | Correcaminos                         | 23               | 0                                                                           | 0                    | 23       |
| 2                                    | Potros UAEM                          | 26               | 0                                                                           | 1                    | 29       |
| 3                                    | Tampico Madero                       | 24               | 0                                                                           | 3                    | 33       |
| 4                                    | Tapachula                            | 28               | 0                                                                           | 2                    | 34       |
| 5                                    | Dorados                              | 32               | 0                                                                           | 1                    | 35       |
| 6                                    | Zacatecas                            | 29               | 0                                                                           | 2                    | 35       |
| 7                                    | Leones Negros                        | 33               | 0                                                                           | 2                    | 39       |
| 8                                    | Zacatepec                            | 25               | 0                                                                           | 5                    | 40       |
| 9                                    | Oaxaca                               | 32               | 0                                                                           | 3                    | 41       |
| 10                                   | San Luis                             | 29               | 0                                                                           | 4                    | 41       |
| 12                                   | Cimarrones                           | 33               | 0                                                                           | 3                    | 42       |
| 12                                   | Atlante                              | 34               | 0                                                                           | 3                    | 43       |
| 13                                   | Venados                              | 33               | 0                                                                           | 4                    | 45       |
| 14                                   | Celaya                               | 33               | 0                                                                           | 5                    | 48       |
| 15                                   | FC Juárez                            | 35               | 0                                                                           | 5                    | 50       |
| 16                                   | Murciélagos                          | 40               | 0                                                                           | 6                    | 58       |
| Primera Tarjeta Amarilla             | Primera Tarjeta Amarilla             | 1 punto          | 1 punto                                                                     | 1 punto              | 1 punto  |
| Segunda Tarjeta Amarilla y Expulsión | Segunda Tarjeta Amarilla y Expulsión | 3 puntos         | 3 puntos                                                                    | 3 puntos             | 3 puntos |
| Tarjeta Roja Directa                 | Tarjeta Roja Directa                 | 3 puntos         | 3 puntos                                                                    | 3 puntos             | 3 puntos |

 Fecha de actualización: 1 de abril de 2018

### Máximos Goleadores
Lista con los máximos goleadores del torneo, * Datos según la página oficial.
|     | Posición | Jugador               | Equipo               | Goles | Minutos |
| --- | -------- | --------------------- | -------------------- | ----- | ------- |
| 1.º | DEL      | Guillermo Martínez    | Zacatecas            | 11    | 977     |
| 2.º | DEL      | Leonardo Javier Ramos | Tapachula            | 7     | 869     |
| 3.º | DEL      | Nicolás Ibáñez        | Atlético de San Luis | 7     | 1105    |
| 4.º | DEL      | Roberto Antonio Nurse | Zacatecas            | 6     | 754     |
| 5.º | DEL      | Luis Madrigal         | Oaxaca               | 6     | 1001    |

#### Hat-Trickso más
| Jugador                  | Equipo    | Adversario | Resultado | Goles        | Fecha        |
| ------------------------ | --------- | ---------- | --------- | ------------ | ------------ |
| Guillermo Martínez Ayala | Zacatecas | Juárez     | 4 - 2     | 15' 44' 52'  | 31 de enero  |
| Leonardo Javier Ramos    | Tapachula | Celaya     | 3 - 2     | 5' 86' 90+3' | 3 de febrero |
| Édgar Joel Bárcenas      | Tapachula | San Luis   | 1 - 3     | 26' 47' 70'  | 9 de febrero |
| Luis Madrigal            | Oaxaca    | Cimarrones | 5 - 2     | 22' 69' 75'  | 3 de marzo   |

### Torneo Regular
- Primer gol de la temporada: Anotado por Roberto Nurse (20') en el Zacatecas 2 - 0 Venados (J-1)
- Último gol de la temporada: Anotado por Ismael Valadéz (81') en el Leones Negros 2 - 0 San Luis (J-15)

- Gol más rápido: Anotado por José Media (3') en el Oaxaca 3 - 0 Correcaminos (J-2)

- Gol más tardío:

- Mayor número de goles marcados en un partido: Se anotaron 7 goles en el Oaxaca 5 - 2 Cimarrones (J-11)

- Mayor victoria de local: Oaxaca 3 - 0 Correcaminos (J-2), Oaxaca 4 - 1 Zacatecas (J-4), Leones Negros 3 - 0 Atlante (J-9), Zacatecas 4 - 1 Zacatepec (J-11),  Oaxaca 5 - 2 Cimarrones (J-11), Tampico Madero 3 - 0 Venados (J-11)

- Mayor victoria de visita: Juárez 0 - 3 Atlante (J-11)

- Partido con más penaltis a favor de un equipo:

## Asistencia
- Datos según la página oficial de la competición.

Fecha de actualización: 1 de abril de 2018

### Por jornada
| 1  | 48 704  | 6 008 | 32.93%  | Tapachula vs Atlante (18 988)           | Potros UAEM vs Dorados (2 010)      | Jornada 1  |
| 2  | 53 125  | 6 640 | 29.41%  | Oaxaca vs Correcaminos (11 270)         | Atlante vs Zacatepec (3 453)        | Jornada 2  |
| 3  | 53 069  | 6 633 | 31.09%  | Tapachula vs Murciélagos (18 173)       | Potros UAEM vs Oaxaca (1 988)       | Jornada 3  |
| 4  | 52 294  | 6 536 | 30.46%  | Tampico Madero vs Correcaminos (16 789) | Murciélagos vs Zacatepec (2 345)    | Jornada 4  |
| 5  | 22 319  | 2 789 | 10.90%  | Dorados vs Oaxaca (4 873)               | Celaya vs Murciélagos (1 313)       | Jornada 5  |
| 6  | 53 635  | 6 704 | 38.98%  | Tapachula vs Celaya (16 743)            | Murciélagos vs San Luis (2 435)     | Jornada 6  |
| 7  | 29 197  | 3 649 | 14.94%  | San Luis vs Tapachula (5 823)           | Potros UAEM vs Cimarrones (1 057)   | Jornada 7  |
| 8  | 43 434  | 5 429 | 29.56%  | Tapachula vs Correcaminos (18 214)      | Murciélagos vs Potros UAEM (1 520)  | Jornada 8  |
| 9  | 38 549  | 4 818 | 20.09%  | San Luis vs Celaya (8 630)              | Potros UAEM vs Tapachula (1 118)    | Jornada 9  |
| 10 | 50 935  | 6 366 | 33.86%  | Tapachula vs Zacatecas (17 785)         | Zacatepec vs Potros UAEM (2 297)    | Jornada 10 |
| 11 | 40 457  | 5 057 | 21.69%  | Leones Negros vs Murciélagos (8 652)    | Correcaminos vs San Luis (3 402)    | Jornada 11 |
| 12 | 55 616  | 6 952 | 35.68%  | Tapachula vs Leones Negros (18 398)     | Atlante vs Tampico Madero (1 467)   | Jornada 12 |
| 13 | 45 371  | 5 671 | 23.48%  | Leones Negros vs Zacatepec (7 414)      | Potros UAEM vs Correcaminos (3 826) | Jornada 13 |
| 14 | 51 859  | 6 482 | 31.12%  | Tapachula vs Juárez (15 577)            | Potros UAEM vs Venados (1 589)      | Jornada 14 |
| 15 | 42 197  | 5 274 | 24.01%  | Leones Negros vs San Luis (11 103)      | Venados vs Cimarrones (3 187)       | Jornada 15 |
| F  | 683 485 | 5 695 | 27.13 % | Tapachula vs Atlante (18 988)           | Potros UAEM vs Cimarrones (1 057)   | -          |

### Por equipo
| Pos   | Equipo         | Total   | Media  | Ocupación media | Más alta | Más baja |
| ----- | -------------- | ------- | ------ | --------------- | -------- | -------- |
| 1     | Tapachula      | 123 078 | 17 697 | 84.19%          | 18 988   | 16 743   |
| 2     | San Luis       | 74 330  | 10 619 | 42.28%          | 15 103   | 4 559    |
| 3     | Tampico Madero | 63 747  | 7 968  | 40.51%          | 16 789   | 4 442    |
| 4     | Leones Negros  | 52 785  | 6 598  | 11.97%          | 11 103   | 1 724    |
| 5     | Oaxaca         | 46 596  | 5 825  | 38.95%          | 11 270   | 3 827    |
| 6     | Juárez         | 44 856  | 5 607  | 28.45%          | 7 308    | 3 831    |
| 7     | Cimarrones     | 41 055  | 5 865  | 31.28%          | 7 384    | 4 175    |
| 8     | Dorados        | 40 544  | 5 068  | 25.20%          | 5 823    | 4 703    |
| 9     | Zacatecas      | 30 602  | 3 825  | 27.67%          | 7 174    | 2 223    |
| 10    | Atlante        | 29 698  | 3 712  | 21.47%          | 4 793    | 1 467    |
| 11    | Venados        | 27 147  | 3 878  | 25.70%          | 4 587    | 3 217    |
| 12    | Celaya         | 26 306  | 3 758  | 16.21%          | 5 276    | 1 313    |
| 13    | Correcaminos   | 25 148  | 3 593  | 34.14%          | 4 511    | 3 103    |
| 14    | Zacatepec      | 22 002  | 3 143  | 12.92%          | 4 877    | 2 012    |
| 15    | Murciélagos    | 17 571  | 2 510  | 22.54%          | 3 987    | 1 520    |
| 16    | Potros UAEM    | 17 220  | 2 153  | 6.60%           | 3 826    | 1 057    |
| Total | Total          | 683 485 | 5 695  | 27.13%          | 18 988   | 1 057    |